# Acanthobrama microlepis
Acanthobrama microlepis – gatunek słodkowodnej ryby z rodziny karpiowatych (Cyprinidae).

## Taksonomia

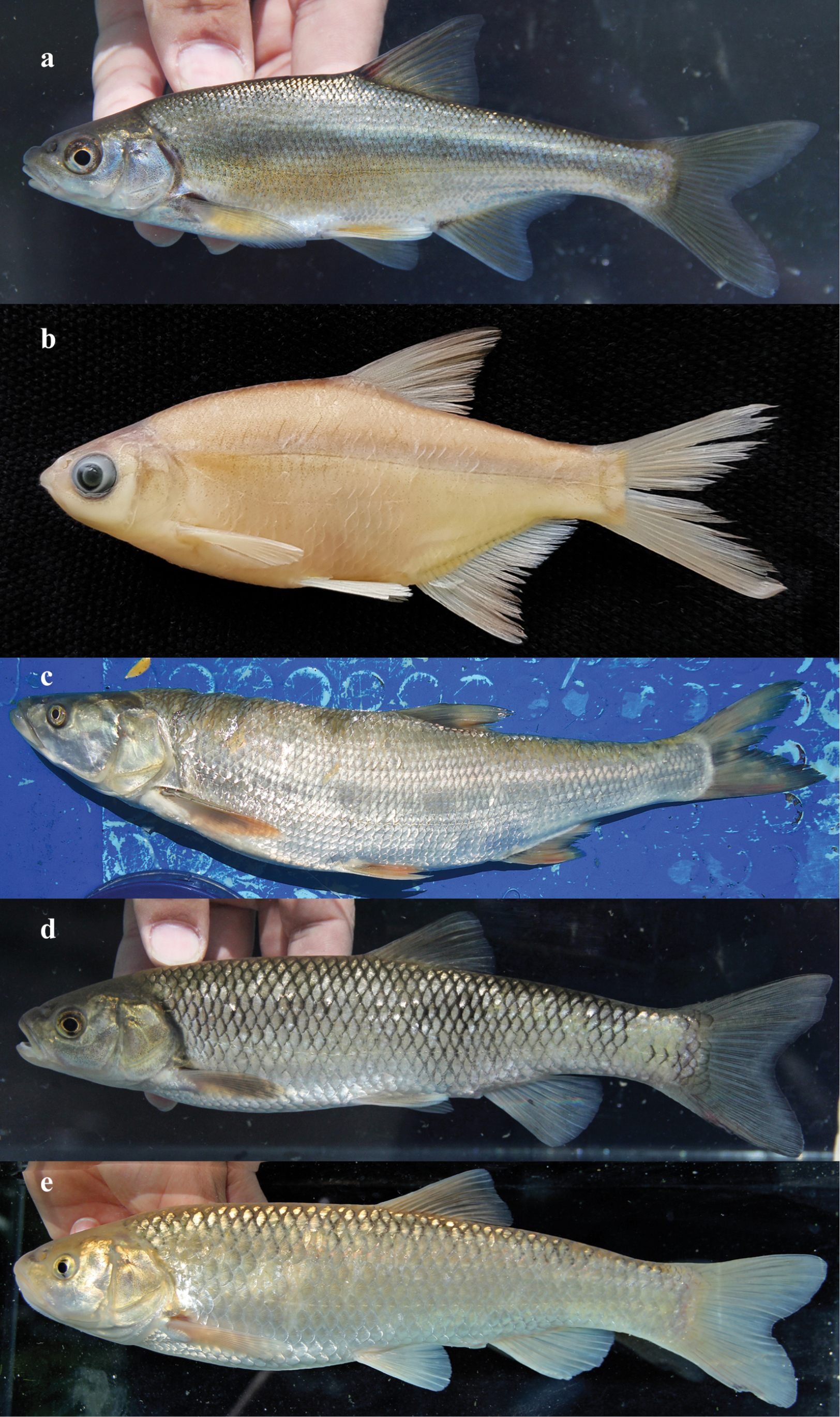
Acanthobrama microlepis (a) w porównaniu do innych karpiowatych ze zlewni Kury i Araksu; krąp Blicca bjoerkna (b), boleń pospolity Leuciscus aspius (c), Squalius agdamicus (d), Squalius turcicus (e)

Gatunek po raz pierwszy naukowo opisał włoski lekarz i zoolog Filippo de Filippi w 1863 pod nazwą Abramis microlepis w pracy zatytułowanej Nuove o poco note specie di animali vertebrati raccolte in un viaggio in Persia nell' estate dell' anno 1862 na łamach czasopisma „Archivio per la Zoologia, l'Anatomia e la Fisiologia”. Jako miejsce typowe wskazał Kurę w okolicy Tbilisi (ówcześnie Tyflis). Holotyp jest umieszczony w zbiorach jednego z turyńskich muzeów i skatalogowany pod numerem MZUT 673. W 1991 brytyjski ichtiolog Brian W. Coad umieścił gatunek w rodzaju Acanthalburnus. Swoje stanowisko Coad podtrzymał także w późniejszych pracach (1995, 1996, 1998), jak również zostało ono zaaprobowane przez innych ichtiologów, wśród których znaleźli się rosyjska badaczka Nina Gidaljewna Bogucka (1997), pracująca wówczas w Instytucie Zoologii Rosyjskiej Akademii Nauk w Petersburgu, i Badruch Karleni Gabrijelian z Armeńskiej Akademii Nauk (2001). Stanowisko Coada zostało zrewidowane w 2010 przez zespół pod kierownictwem hiszpańskiej zoolożki Silvi Perei, który na podstawie analizy mitochondrialnego i jądrowego DNA umieścił gatunek w rodzaju Acanthobrama, a Acanthalburnus uznał za jego synonim. W rozważaniach tych Perea i jej współpracownicy pominęli jednak analizę cech morfologicznych. Tę przeprowadzili Fahrettin Küçük et al. w 2014 i wykazali szereg cech wspólnych w budowie anatomicznej Acanthobrama i Acanthalburnus, potwierdzając tym samym zasadność zmian zaproponowanych przez zespół hiszpańskiej naukowczyni.

## Występowanie i środowisko
Rodzimy zasięg występowania Acanthobrama microlepis obejmuje wody Armenii, Azerbejdżanu, Gruzji, Turcji i prawdopodobnie Iranu. Jest obecna w górnym i środkowym odcinku Kury oraz w jej dopływach poniżej Mingeczauru w Azerbejdżanie, w Araksie poniżej azerbejdżańskiej miejscowości Qaradonlu i jego dopływach, w tym w Arpie i Worotanie, a także prawdopodobnie w dolnym odcinku położonej na terenie Iranu rzeki Sefid Rud. Stwierdzono jej bytowanie w tureckim jeziorze Çıldır, jak również w antropogenicznym zbiorniku wodnym na terenie Armenii o nazwie Kech'uti. Introdukowana w Iraku.
W podziale na regiony połowowe FAO (ang. FAO Major Fishing Areas) gatunek notowany wyłącznie w obszarze wód śródlądowych Azji (obszar FAO 4).
Jest rybą słodkowodną, bentopelagiczną, tolerująca temperaturę wody w zakresie od 10 do 20 °C.

## Morfologia
Osiąga maksymalnie 25 cm długości całkowitej (TL).

## Znaczenie gospodarcze
Nie ma znaczenia gospodarczego, lecz poławiana jest lokalnie w celach konsumpcyjnych.

## Ochrona
Od 2014 Międzynarodowa Unia Ochrony Przyrody (IUCN) na podstawie oceny z kwietnia 2014 uznaje Acanthobrama microlepis za gatunek najmniejszej troski (ang. least concern – LC). Trend populacji jest nieznany.